# ヨークグローバルビジネスアカデミー専門学校
ヨークグローバルビジネスアカデミー専門学校（ヨークグローバルビジネスアカデミーせんもんがっこう）は、東京都世田谷区に所在する専修学校。

## 概要
2012年に開校。グローバルな視点を持つ人材を育成することを目指す。開学時は、学校法人明誠学園の経営だったが、2023年の学生募集を停止、2024年に入ってから、学校法人昭和女子大学に経営母体が変更になった。
語学力とビジネススキルを身に付けて国内外の企業に就職を目指す。TOEICの高得点も目指す。
グローバルビジネス学科と国際福祉学科と企業実践学科が設置されている。
英語の授業は全て英語で行い、説明も質問も英語だけで行うこととなっている。